# Amalaryk
Amalaryk (ur. 502 zm. 531) – władca Wizygotów (511-531) z rodu Baltów.

## Życiorys
Syn Alaryka II, który zginął w roku 507 pod Vouille w bitwie z wojskiem króla Franków Chlodwiga I. Ze względu na bardzo młody wiek Amalaryka, królem Wizygotów został wybrany Gezalek, nieślubny syn Alaryka II. Podczas jego panowania Wizygoci utracili terytoria we Francji i zostali zmuszeni do wycofania się na Półwysep Iberyjski.
W tej sytuacji w roku 511 zainterweniował król ostrogocki Teodoryk Wielki, otaczając opieką Amalaryka i sprawując władzę w jego imieniu do roku 526.